# Letitia de Jong
Johanna Letitia de Jong (ur. 5 marca 1993 w Leeuwarden) – holenderska łyżwiarka szybka, dwukrotna medalistka mistrzostw świata.

## Kariera
Na mistrzostwach świata na dystansach w Inzell w 2019 zdobyła złoty medal w biegu drużynowym. Wynik ten powtórzyła na rozgrywanych rok później mistrzostwach świata na dystansach w Salt Lake City. Na tej samej imprezie była szósta w biegu na 500 m i dziewiąta na 1000 m.
W tej samej konkurencji zdobywała także srebrne medale na mistrzostwach Europy na dystansach w Kołomnie w 2018 i mistrzostwach Europy na dystansach w Heerenven w 2020.